# Japanagromyza yoshimotoi
Japanagromyza yoshimotoi är en tvåvingeart som beskrevs av Mitsuhiro Sasakawa 1963. Japanagromyza yoshimotoi ingår i släktet Japanagromyza och familjen minerarflugor. Inga underarter finns listade i Catalogue of Life.